# Brumley (Misuri)
Brumley es un pueblo ubicado en el condado de Miller en el estado estadounidense de Misuri. En el Censo de 2010 tenía una población de 91 habitantes y una densidad poblacional de 63,77 personas por km².

## Geografía
Brumley se encuentra ubicado en las coordenadas 38°5′17″N 92°29′4″O / 38.08806, -92.48444. Según la Oficina del Censo de los Estados Unidos, Brumley tiene una superficie total de 1.43 km², de la cual 1.43 km² corresponden a tierra firme y (0%) 0 km² es agua.

## Demografía
Según el censo de 2010, había 91 personas residiendo en Brumley. La densidad de población era de 63,77 hab./km². De los 91 habitantes, Brumley estaba compuesto por el 78.02% blancos, el 6.59% eran afroamericanos, el 4.4% eran amerindios, el 0% eran asiáticos, el 0% eran isleños del Pacífico, el 0% eran de otras razas y el 10.99% pertenecían a dos o más razas. Del total de la población el 5.49% eran hispanos o latinos de cualquier raza.